# يوليوس بيليك
جوليوس بيليك (باليابانية: Július Bielik) (8 مارس 1962 في فيشكوف في التشيك – )؛ هو لاعب كرة قدم سابق كان يلعب كمدافع. يلعب مع منتخب التشيك لكرة القدم منذ عام 1983.

## وصلات خارجية
- يوليوس بيليك على موقع الاتحاد الدولي (مؤرشف)  (الإنجليزية)
- يوليوس بيليك على موقع الاتحاد الأوربي (الإنجليزية)
- يوليوس بيليك على موقع الاتحاد التشيكي (الإنجليزية)
- يوليوس بيليك على موقع رابطة كرة القدم اليابانية للمحترفين (اليابانية)
- يوليوس بيليك على موقع قاعدة بيانات كرة القدم.إي يو (الإنجليزية)
- يوليوس بيليك على موقع ناشيونال فوتبول تيمز (الإنجليزية)
- يوليوس بيليك على موقع Soccerway.com (الإنجليزية)
- يوليوس بيليك على موقع عالم كرة القدم.نت (الإنجليزية)
- National Football Teams